# Nodosinellidae
Nodosinellidae es una familia de foraminíferos bentónicos de la superfamilia Nodosinelloidea, del suborden Fusulinina y del orden Fusulinida. Su rango cronoestratigráfico abarca desde el Ludloviense (Silúrico superior) hasta el Pérmico.

## Clasificación
Nodosinellidae incluye a los siguientes géneros:
- Biparietata †
- Eolagena †
- Nodosinella †

Otro género considerado en Nodosinellidae es:
- Arpsammosiphoum †, invalidado
- Monogenerina †, aceptado como Nodosinella
- Nodosaroum †, taxon inquirendum, considerado sinónimo de Nodosinella †